# Klaus Weinand
Klaus Weinand (* 14. Dezember 1940 in Koblenz) war in den 1960er und bis September 1972 deutscher Basketballnationalspieler. In den Spielzeiten zwischen den Jahren 1960 bis 1976 spielte er für Erstligaclubs in Aachen, Berlin, Essen, Heidelberg und Osnabrück Basketball. Dabei gelang es ihm, während der 1960er Jahre elf Mal in ein „großes Finale“ des Deutschen Basketball Bundes (DBB) einzuziehen, mit fünf Finalsiegen. Bei den Olympischen Sommerspielen 1972 in München gehörte Weinand zum Team des Nationalen Olympischen Komitees für Deutschland (NOK). Zuvor, 1961 und 1965, hatte er für den DBB zwei FIBA Europameisterschaften gespielt. Während seiner Zeit als Basketball-Bundesligaspieler schloss er sein Medizinstudium ab, promovierte und absolvierte nach der Approbation eine ärztliche Weiterbildung, die zum Facharzt für Augenheilkunde führte.

## Leben und Karriere
Klaus Weinand war zunächst, seit 1960, in den Oberligen Südwest, West und Nord – damals die höchsten deutschen Spielklassen des Deutschen Basketball Bundes (DBB) – aktiv. Mit großem Erfolg spielte er für den damaligen Rekordmeister USC Heidelberg, für die Neuköllner Sportfreunde (NSF) in Berlin, für Alemannia Aachen und den VfL Osnabrück.
Albert-Schweitzer-Turnier
Als jugendlicher Spieler nahm Klaus Weinand im Dezember 1958 mit der Jugendnationalmannschaft des DBB am 1. Europa-Jugend Basketballturnier um den Dr.-Albert-Schweitzer-Pokal (AST) in Mannheim teil (Veranstalter des von Hans-Joachim Babies [sic!], Heidelberger Basketballer und Fotograf bei den US-Militärs, und dem Basketball-Pionier Hermann Niebuhr initiierten Jugendwettbewerbs war die US Army, Austragungsort die US Sports Arena auf dem Gelände des Militär-Stützpunkts der USA in Mannheim.).
USC Heidelberg
Mit dem USC Heidelberg wurde Klaus Weinand am Ende der Spielzeiten 1960/1961 und 1961/1962 Meister des Deutschen Basketball Bundes. Zu den Mannschaftskameraden des aus dem nördlichen Rheinland-Pfalz stammenden Basketballers gehörten beim USC Heidelberg in der Zeit von 1960 bis 1962: Günter Echner, Ludwig Gundacker, Volker Heindel, Karl Körner, Werner Lamade, die Brüder Fritz und Hannes Neumann, Gerd Pflaumer, Oskar Roth (Spielertrainer 1961/62), Horst Stein, Rassem Yahya und Manfred Ziegler (Die Spieler Volker Heindel und Hannes Neumann konnten, in direkter Folge, mit ihrem Club sieben Mal die deutsche Basketballmeisterschaft des DBB erreichen.). In der Saison 1960/61 war der frühere DBB-Bundestrainer Anton Kartak Trainer der USC-Teams. Im Europapokal der Landesmeister spielte Klaus Weinand mit dem USC in der „First Round“ 1961 gegen CWKS Legia Warszawa (Polen) und 1962 gegen BBC Etzella (Luxemburg). 1962 schied Weinand mit seinen Teamkameraden im Achtelfinale gegen den späteren Halbfinalisten des Wettbewerbs ASK Olimpija Ljubljana (Slowenien), unter anderem mit Ivo Daneu, nach Hin- und Rückspielen aus.
Zwischenspiel beim Aufstiegsturnier
Vor Beginn der Spielzeit 1962/63 spielte Klaus Weinand ein letztes Mal, ein „kurzes Zwischenspiel“ von drei Turnierspielen an einem Wochenende, im Rahmen eines Aufstiegsturniers zur Oberliga Südwest, für Rot-Weiß Koblenz. Dabei gelang den Koblenzern mit Weinand, als Siegermannschaft des Turniers, der Aufstieg in die höchste Liga des DBB. Die Spieler des Hessenmeisters MTV 1846 Gießen, unter anderem Butler, Jungnickel und Röder, die als Favoriten für den Aufstieg angereist waren und die Spielberechtigung des Heidelberger Studenten Weinand für den Koblenzer Verein nicht erwartet hatten, belegten, nachdem alle Spiele gespielt waren, punktgleich mit zwei weiteren teilnehmenden Vereinen den zweiten Rang. Für die höchste Liga des DBB konnten sich die Spieler des MTV erst als Sieger eines erneuten Ausscheidungsturniers, notwendig wegen Punktgleichheit, gegen Mannschaften des VfL Bad Kreuznach und TV Offenbach, qualifizieren. Der Aufstieg gelang den Gießener Spielern durch einen Sieg im Spiel gegen den TV Offenbach. Dieses Spiel wurde final durch den US-Spieler Ernest „Ernie“ Butler entschieden. Mit einem Distanzwurf gelang es Butler – der Ball fiel im Zeitpunkt des Spielendes ins Netz, nachdem er vom Ring an das Brett gesprungen war – den Aufstieg der MTV-Spieler in die höchste Spielklasse des DBB zu erreichen (Fünfzehn Sekunden vor Spielende, bei eigenem Ballbesitz, hatten die Offenbacher Spieler noch mit drei Punkten geführt.). Drei Jahre danach, im Mai 1965, in der Heidelberger High-School-Sporthalle, war es derselbe US-amerikanische Spielmacher Butler, der mit seiner Routine und Wurfstärke den MTV Gießen im Finale gegen den VfL Osnabrück, mit Center Klaus Weinand, durch einen „Jahrhundertwurf“ aus großer Distanz, fünf Sekunden vor Ende des Meisterschaftsfinales, mit einem Punkt in Führung brachte und dem Gießener Erfolgsteam final mit einem Spielstand von 68:69 seine erste deutsche Basketballmeisterschaft sicherte.
Neuköllner Sportfreunde in Berlin
Klaus Weinand studierte im Wintersemester 1962 und im folgenden Sommersemester in West-Berlin. In diesem Zeitraum spielte er für die Neuköllner Sportfreunde und konnte das Berliner Team, nach Qualifikation zur Endrunde der deutschen Basketballmeisterschaft in der Oberliga Nord, in das Finale um die deutsche Basketballmeisterschaft 1963 des DBB führen, das von den Spielern der Alemannia Aachen, die als erstes Team des DBB ihren Trainings- und Spielbetrieb weitgehend unter semi-professionellen Bedingungen abwickelten, gewonnen wurde.
Alemannia Aachen
Nachdem Klaus Weinand 1963, vom DBB-Vizemeister 1963, aus Berlin nach Köln kommend, zum damaligen aktuellen Meister Alemannia Aachen wechselte, konnte er am Ende der Spielzeit 1963/1964 mit seinen Teamkameraden den Meisterschild des DBB erneut in Empfang nehmen. Beim amtierenden Deutschen Meister des Jahres 1963 spielte Weinand unter anderem mit Rolf Bader (2,05 m), Hans Brydniak, Hans „Heiner“ Grüttner, Machmut Kuhlein, John Loridon (2,05 Meter, fünf Mal „FIBA All Star Game Player“), Jobst von Lossow, „Captain“ Gene Moss (2,05 m), Schneider, Klaus Schulz und in der Rückrunde der Saison 1963/1964 auch mit dem aus der DDR geflüchteten Helmut Uhlig (SC Chemie Halle). Headcoach des Aachener Clubs war der belgische „Star“-Trainer Eddy Verswijvel. Der amtierende Deutsche Basketball Meister schied im FIBA Europapokal der Landesmeister in dieser Spielzeit im Achtelfinale, im Januar 1964, gegen Real Madrid CF (Spanien) aus. Der spätere Europapokalsieger 1964 trat in den Hin- und Rückspielen unter anderem mit Emiliano Rodríguez, Clifford Luyk und Bob Burgess gegen die Basketballer aus Aachen an.
VfL Osnabrück
1964 war Klaus Weinand Kapitän der deutschen Basketballnationalmannschaft und zusammen mit dem damaligen Präsidenten des VfL Osnabrück, Friedel Schwarze, einer der beiden Initiatoren des „Basketball-Meister-Teams des VfL Osnabrück“. Klaus Weinand war ein leistungsstarker und erfolgreicher DBB-Basketballer beziehungsweise wurde er als „Campionissimo“ des bundesdeutschen Basketballs (Weinand galt in der öffentlichen Wahrnehmung als der „Nachfolger“ von Oskar „Ossi“ Roth, vom USC Heidelberg, dem bedeutendsten Basketballnationalspieler des DBB in den 1950er Jahren.) wahrgenommen. Die gemeinsame Zielsetzung der beiden leistungsorientierten Gesprächspartner war, das Basketballteam des VfL durch leistungsstarke Nationalspieler zu ergänzen und mit den von Jugendtrainer Klaus Manthey in den beiden A-Jugendmannschaften, „A 1“ und „A 3“, trainierten VfL-Jugendspielern, wie zum Beispiel Rolf Dieter („A 1“) oder Volkmar Gaber, Ingbert Koppermann und Eckhard von Bock und Polach („A 3“), sowie VfL-Oberliga-Spielern wie Lothar Ellinghaus, Peter Garthaus, Volker Jarrè oder dem Spanier Raul Russel, zu einem Spitzenteam in der vom DBB geplanten neuen Basketball-Bundesliga, ab 1966, zu entwickeln.
| Weinand Koppermann Böttger Yahya Uhlig                                                   |
| „Starting Five“ VfL Osnabrück DM-Finale gegen den MTV Gießen am 20. April 1969 in Gießen |

In der Spielzeit 1964/65 konnten sich die VfL-Spieler um Klaus Weinand in der erstklassigen Oberliga Nord durchsetzen und für die Endrunde zur deutschen Basketballmeisterschaft qualifizieren. Dem VfL-Team gelang der Einzug ins Endspiel des DBB. Gegner war der MTV Gießen. Gespielt wurde im Mai 1965 in Heidelberg. Der VfL verlor das Spiel um das Meisterschild des DBB knapp, mit einem einzigen Punkt. „Gewonnen“ wurde die Vizemeisterschaft 1965 des Deutschen Basketball Bundes. Nach Gründung der Basketball-Bundesliga im Jahre 1966 wurde er mit dem Team des VfL Osnabrück 1967 erster Pokalsieger des Deutschen Basketball Bundes und 1969 Deutscher Meister des DBB. Insgesamt stand er mit dem VfL Osnabrück sieben Mal in einem „großen Finale“ des DBB. Er gehört mit Wilfried Böttger, Egon Homm, Ingbert Koppermann und Rassem Yahya zum Kernteam des Bundesligisten, dessen fünf Spieler bereits am 1. BBL-Spieltag im Herbst 1966 im VfL-Team spielten und in der Folge an allen Erfolgen des „legendären“ Osnabrücker Bundesliga-Teams beteiligt waren. Seine Trainer beim VfL Osnabrück waren sein Teamkamerad Helmut Uhlig, Miloslav Kříž, Karel Baroch und Constantin Puscasu.

Dreimal nahm er mit dem „Meister-Team“ des VfL Osnabrück am Europapokal der Landesmeister beziehungsweise am Europapokal der nationalen Pokalsieger teil und spielte dabei unter anderem gegen Slavia Prag, Panathinaikos Athen, Solna Stockholm, Honvéd Budapest. 1968 konnten die VfL-Spieler im europäischen Wettbewerb der nationalen Pokalsieger das Achtelfinale erreichen.
RuWa Dellwig
Nachdem das Präsidium des VfL Osnabrück, unter Vorsitz des Unternehmers und CDU-Politikers Hartwig Piepenbrock, entschieden hatte, den Erstligabasketballern des Vereins es nicht mehr zu ermöglichen, weiter in der Ersten Bundesliga (BBL) zu spielen (das Budget der VfL-Basketballer lag im mittleren fünfstelligen DM-Bereich) und die Leitung der VfL-Basketballabteilung nicht in der Lage gewesen war, im Osnabrücker Land notwendige Finanzmittel für die Abwicklung des Trainings- und Spielbetriebs von Sponsoren einzuwerben, wechselte Klaus Weinand, mit drei anderen Osnabrücker Bundesligaspielern, Heinz Böttner, Ralph Ogden und Helmut Posern, zu RuWa Dellwig. Für den Essener Verein absolvierte Klaus Weinand sein letztes Bundesligaspiel. Dem Essener Basketballverein war es gelungen, zum Ende der Bundesligarunde 1974/1975 in die Gruppe eins der Bundesligaendrunde einziehen. In der Folge wurde die Saison 1975/1976 auf Rang zehn der Abschlusstabelle beendet. Der Verein RuwW Dellwig beendete wegen einer zu geringen Erfolgsperspektive sein Engagement in der BBL vor Beginn der Saison 1976/1977.
Basketballmannschaft der Universität zu Köln
Klaus Weinand war nach seiner Immatrikulation an der Universität zu Köln, zum Sommersemester 1963, Mitglied der Basketballmannschaft seiner Universität. Er trainierte dort regelmäßig mit erfolgreichen Erstligaspielern wie Wilfried Böttger (Eintracht Dortmund, VfL Osnabrück), Volker Jarré (VfL Osnabrück, SSV Hagen / Student Deutsche Sporthochschule Köln), Jobst von Lossow (Alemannia Aachen, DJK TuSA 08 Düsseldorf), Edward Naundorf (DJK TuSA 08 Düsseldorf), Wolfgang Plock (Eintracht Dortmund, VfL Osnabrück), Helmut Posern (DJK TuSA 08 Düsseldorf, ATV Düsseldorf, TuS 04 Leverkusen, VfL Osnabrück), Klaus Schulz (Alemannia Aachen, FC Bayern München) oder Rainer Tobien (ASV Köln). Die Kölner Hochschulmannschaft gewann in den Jahren 1964, 1965 und 1966 die Hochschulmeisterschaft des Allgemeinen Deutschen Hochschulsportverbandes (adh). Weinand gehörte als Student mehrfach zu den Spielern der Basketballmannschaften, die vom Dachverband des Hochschulsports in Deutschland für die jedes zweite Jahr stattfindenden Universiaden, die Weltsportspiele der Studenten, nominiert wurden. Nachdem für Klaus Weinand als Spieler von Alemannia Aachen, aus einer Reihe von Gründen, eine sportliche Perspektive in Aachen nicht mehr gegeben war, erhielt er aus seinem Kölner Umfeld den Hinweis, dass der sportbegeisterte, erfolgsorientierte Präsident des VfL Osnabrück, Friedel Schwarze, Interesse haben könnte, die Oberliga-Basketballer des von ihm geführten VfL Osnabrück in die Spitzengruppe der Erstligateams des DBB zu führen, um sie dort auf Dauer etablieren zu können. Das von Weinand geführte notwendige Gespräche mit dem mittelständischen Unternehmer Schwarze führte unmittelbar zu einer Vereinbarung über die Kooperation. Vereinbart wurde der Wechsel der Nationalspieler Böttger, H. Uhlig und Weinand. Zu der Gruppe der Kölner Uni-Spieler gehörte Volker Jarré, ebenfalls ein DBB-Nationalspieler des VfL. Für die Integration der Neuzugänge in das Osnabrücker VfL-Umfeld sorgte vor allem der Basketballfunktionär und langjährige VfL-Mannschaftsbetreuer Ober-Studienrat Werner Henke.
Nationalmannschaft (DBB) und FIBA Europameisterschaften
1961 nahm Klaus Weinand an den 12. Basketball-Europameisterschaften in Belgrad (damals Jugoslawien, heute Republik Serbien), Bundestrainer war Branimier Volfer, 1965 an den 14. Europameisterschaften in Moskau (damals Sowjetunion, heute Russland), Bundestrainer war Yakovos Bilek, und 1972 mit seinem Teamkameraden, bei Alemannia Aachen und beim VfL Osnabrück, Helmut Uhlig an den Olympischen Sommerspielen in München teil.
In den Jahren 1967 bis Ende 1971 hatte der frühere Kapitän der DBB-Nationalmannschaft aus beruflichen Gründen nicht mehr, es gab 1967 und 1968 Ausnahmen, in der deutschen Nationalmannschaft gespielt. Aus diesem wichtigen Grund war er vom Bundestrainerrat, unter Vorsitz seines ehemaligen Trainers beim USC Heidelberg und damaligen Sportwart des DBB Anton Kartak, im Herbst 1968 nicht in den fünfzigköpfigen „Olympiakader 1972“ des DBB berufen worden. Für den Olympiakader wurde er erst im Dezember 1971 nominiert und damit in den Trainingskreis der letzten, besonders intensiven Vorbereitungsphase auf das Basketballturnier der Olympischen Sommerspiele 1972 eingeladen und zugleich in den Sporthilfekader des DBB aufgenommen. Klaus Weinand wurde vom Headcoach der Nationalmannschaft, Theodor Schober, im Juli 1972 als einer von zwölf Nationalspielern für die Olympischen Sommerspiele 1972 nominiert.
Olympische Sommerspiele 1964, 1968 und 1972
- Innerdeutsche Qualifikation 1964: Klaus Weinand war einer der Nationalspieler des DBB, die 1964 versuchten sich gegen die Mannschaft der Deutschen Demokratischen Republik für das Qualifikationsturnier, das hätte zur Teilnahme am Basketballturnier der Olympischen Sommerspiele 1964 in Tokio (Japan) führen können, zu qualifizieren. Beide Entscheidungsspiele wurden von der Mannschaft des Deutschen Basketball Bundes verloren. Am 7. Mai 1964 in Osnabrück mit 53:81 und am 10. Mai 1964 in Ost-Berlin mit 60:77. Bundestrainer Yakovos Bilek setzte in den beiden innerdeutschen Qualifikationsspielen dreizehn Spieler ein: Hans Gorzinski, Volker Heindel, Klaus Jungnickel, Dietfried Kienast, Hans-Jörg Krüger, Jürgen Loibl, Hannes Neumann, Dieter Niedlich, Bernd Röder, Eckhardt Schurkus, Klaus Urmitzer, Klaus Weinand und Udo Wolfram. Beim direkt folgenden Qualifikationsturnier in Genf spielten im Juni 1964 für den DBV, mit Coach Werner Krüger, in acht Spielen und einer Platzierung auf Rang sieben (vor Israel, hinter Spanien), Günther Adam, Siegfried Danzke, Hans-Joachim Flau, Wolfgang Jahn, Herbert Kulik, Gottfried Pleitz, Götz Ribitzki, Klaus Sauerbier, Dieter Schulze, Karl-Friedrich Stahl, Volkhard Uhlig und Arno Voigt.[36][37][38]
- Qualifikation 1968: In der Zeit vom 25. Mai bis 3. Juni 1968 nahmen der Osnabrücker Basketballer, zusammen mit seinem Clubkameraden Rolf Dieter, in Sofia (Bulgarien) am FIBA European Olympic Qualifying Tournament for Men teil. Das zur Teilnahme am Basketballturnier der Olympischen Sommerspiele 1968 führende Qualifikationsturnier wurde von den DBB-Spielern Rolf Dieter, Holger Geschwindner, Hans-Jörg Krüger, Dieter Kuprella, Jürgen Loibl, Hannes Neumann, Dieter Niedlich, Hans Riefling, Gerhard Ritter, Bernd Roeder, Klaus Weinand und Jürgen Wohlers gespielt. Am 1. Juni kam es in der Gruppe B zu einer Begegnung mit dem Team der DDR (81:45). Das DBV-Team spielte mit Günther Adam, Volkmar Benne, H. Filusch, Hans-Joachim Flau, Hermann Hinzer, Gerd Höhne, Wolfgang Jahn, Detlev Knoll, Dieter Paluch, Berndt Prall, D. Richter und Volkhard Uhlig (Rang 6, bei 14 teilnehmenden Nationalteams).[39][40][41]
- Olympische Sommerspiele 1972: Klaus Weinand spielte, zusammen mit seinem langjährigen Teamkameraden Helmut Uhlig, 1972 bei dem olympischen Basketballturnier in München acht von neun DBB-Spielen des Turniers im Juli und August 1972. Dabei erzielte Weinand 23 Punkte, bei 23 gegen ihn gepfiffenen Fouls. Das verlorene Spiel gegen Australien, in der „Classification Round“ um Rang 9 bis 12, war sein letztes Länderspiel für den DBB.

| | Name                  | Al- ter | cm     | kg    | Verein            |  | Spiele | Fouls | Punkte | P ∅    |       | PUR 74:81 | URS 63:87  | PHI 93:74 | ITA 57:68 | YUG 56:81 | POL 67:65 | SEN 72:62 |  | AUS 69:70 |  | ESP 83:84 |  |
| --- | --------------------- | ------- | ------ | ----- | ----------------- |  | ------ | ----- | ------ | ------ | ----- | --------- | ---------- | --------- | --------- | --------- | --------- | --------- |  | --------- |  | --------- |  |
| | Karl Ampt             | 23      | 190    | 80    | MTV Gießen        |  | 8      | 30    | 50     | 6,2    |       | -         | 4 F / 10 P | 5 / 9     | 4 / 6     | 4 / 8     | 2 / 2     | 2 / 0     |  | 5 / 8     |  | 4 / 7     |  |
| | Holger Ge- schwindner | 26      | 192    | 92    | USC München       |  | 9      | 29    | 123    | 13,7   |       | 4 / 26    | 2 / 6      | 5 / 22    | 4 / 18    | 3 / 7     | 2 / 10    | 2 / 8     |  | 3 / 14    |  | 4 / 12    |  |
| | Dietrich Keller       | 28      | 208    | 102   | TuS 04 Leverkusen |  | 4      | 8     | 14     | 3,5    |       | 2 / 4     | 3 / 10     | 2 / 0     | -         | -         | -         | -         |  | 1 / 0     |  | -         |  |
| | Hans-Jörg Krüger      | 30      | 205    | 105   | FC Bayern München |  | 8      | 26    | 44     | 5,5    |       | 3 / 1     | 5 / 2      | -         | 3 / 8     | 5 / 4     | 4 / 14    | 0 / 5     |  | 2 / 4     |  | 4 / 6     |  |
| | Dieter Kuprella       | 26      | 184    | 84    | TuS 04 Leverkusen |  | 8      | 19    | 22     | 2,8    |       | 3 / 4     | 2 / 4      | 2 / 4     | 1 / 2     | 2 / 2     | 2 / 2     | 4 / 2     |  | 3 / 2     |  | -         |  |
| | Joachim Linnemann     | 21      | 200    | 98    | USC Heidelberg    |  | 5      | 12    | 20     | 4,0    |       | -         | 1 / 4      | 4 / 4     | 2 / 2     | 5 / 8     | -         | 0 / 2     |  | -         |  | -         |  |
| | Rainer Pethran        | 21      | 200    | 90    | USC München       |  | 9      | 17    | 44     | 4,9    |       | 3 / 6     | 1 / 2      | 1 / 12    | 2 / 2     | 5 / 6     | 0 / 0     | 0 / 5     |  | 1 / 2     |  | 4 / 9     |  |
| | Jochen Pollex         | 25      | 186    | 84    | TuS 04 Leverkusen |  | 8      | 16    | 54     | 6,7    |       | 3 / 6     | 3 / 8      | 3 / 8     | 1 / 0     | 1 / 2     | -         | 1 / 4     |  | 3 / 10    |  | 1 / 16    |  |
| | Norbert Thimm         | 23      | 205    | 98    | TuS 04 Leverkusen |  | 9      | 32    | 143    | 15,9   |       | 5 / 17    | 4 / 10     | 4 / 19    | 4 / 4     | 2 / 7     | 4 / 21    | 3 / 26    |  | 2 / 22    |  | 4 / 17    |  |
| | Helmut Uhlig          | 29      | 176    | 75    | VfL Osnabrück     |  | 6      | 20    | 30     | 5,0    |       | -         | -          | 3 / 6     | 3 / 0     | -         | 4 / 6     | 4 / 4     |  | 2 / 4     |  | 4 / 10    |  |
| | Klaus Weinand         | 31      | 200    | 98    | VfL Osnabrück     |  | 8      | 23    | 23     | 2,9    |       | 4 / 2     | 4 / 0      | 4 / 4     | 2 / 3     | 3 / 8     | 2 / 2     | 2 / 2     |  | 2 / 2     |  | -         |  |
| | Jürgen Wohlers        | 27      | 199    | 95    | MTV Wolfenbüttel  |  | 9      | 36    | 67     | 7,4    |       | 4 / 8     | 4 / 7      | 5 / 5     | 5 / 12    | 3 / 4     | 5 / 10    | 3 / 14    |  | 3 / 1     |  | 4 F / 6 P |  |
| | Σ 12 Spieler          | ø ~26   | ø ~195 | ø ~92 | Σ 7 Vereine       |  | ø ~7,6 | Σ 268 | Σ 634  | ø ~5,9 | F: P: | 31 / 74   | 33 / 63    | 38 / 93   | 31 / 57   | 33 / 56   | 25 / 67   | 21 / 72   |  | 27 / 69   |  | 29 / 83   |  |
| LEGENDE: • Group B: PUR – Puerto Rico (27. August), URS – UdSSR (28. August), PHI – Philippinen (29. August), ITA – Italien (30. August), YUG – Jugoslawien (1. September), POL – Polen (2. September), SEN – Senegal (3. September) • Classification Round: AUS – Australien (5. September) • Final Round: ESP – Spanien (8. September). Quelle der Datenübernahme: West Germany Basketball at the 1972 München Summer Games – Olympics at Sports-Reference |                       |         |        |       |                   |  |        |       |        |        |       |           |            |           |           |           |           |           |  |           |  |           |  |

Erfolge und Auszeichnungen
Der zwei Meter große Klaus Weinand war ein sehr athletischer, beweglicher und durchsetzungsfähiger Spieler. Der Linkshänder spielte in der Regel auf der zentralen Center-Position. Er galt in den 1960er Jahren als einer der spielstärksten Center und war in diesem Jahrzehnt der erfolgreichste in Deutschland, im Bereich des DBB, spielende Basketballer. Deutscher Basketball Meister wurde er mit drei verschiedenen Basketballvereinen. Insgesamt stand er elf Mal in einem „großen Finale“ des DBB.
Nach den Endspielerfolgen, 1967 DBB-Pokalsieger und 1969 Deutscher Basketball-Meister des DBB, wurde Klaus Weinand zusammen mit seinen jeweiligen VfL-Teamkameraden vom Osnabrücker Oberbürgermeister Wilhelm Kelch (1959 bis 1972), jeweils im Rahmen einer gesonderten Ehrung im Friedenssaal des Osnabrücker Rathauses, „als Zeichen besonderer Anerkennung für hervorragende sportliche Leistungen“, die Sportehrenplakette der Stadt Osnabrück in Gold verliehen.
Im Januar 1970 äußerte sich der Osnabrücker Oberbürgermeister Kelch, im Rahmen des Empfangs für die im Wettbewerb des deutschen Sports im Jahr 1969 erfolgreichen Sportler Osnabrücker Sportvereine, in einem Gespräch mit den geehrten Sportlern, in der Rückschau auf die vergangene zweite Hälfte der Dekade der 1960er Jahre, dass die Basketball- und Tischtennisspieler des VfL – mit den Spielern um Helmut Uhlig, Klaus Weinand und Rassem Yahya sowie Ernst Gomolla, Bernt Jansen und Hans Micheiloff – eine „Goldene Ära des Osnabrücker Sports“ gestaltet hätten. Dabei brachte der SPD-Politiker Wilhelm Kelch die Hoffnung zum Ausdruck, dass es dem Nachfolger von VfL-Präsident Friedel Schwarze, der im Juli 1969 auf dem Heger Friedhof in Osnabrück, begleitet von einer großen Trauergemeinde, bestattet wurde, gelingen würde, die notwendigen Rahmenbedingungen weiter mit Erfolg zu entwickeln, damit beide VfL-Teams auf Dauer „in der Erfolgsspur“ bleiben könnten.
Trivia
Klaus Weinand hat in einem Zeitraum von fünfzehn Jahren, von 1958 bis 1972, in Nationalmannschaften des DBB gespielt. Er gehört zu dem Kreis der wenigen Nationalspieler, die das DBB-Trikot in drei verschiedenen Jahrzehnten, als Jugend-Nationalspieler sowie als Kapitän der A-Nationalmannschaft des DBB, getragen haben. – International, europaweit, wurde Weinand im Kreis der Basketballer als leistungsstarker Center wahrgenommen, nachdem er im Europapokal der Landesmeister gegen Real Madrid CF, in der Aachener Sporthalle, am 21. Dezember 1963, dreißig Punkte erzielte und als bester Werfer dieses Europacupspiels notiert wurde. Beste Werfer von Real Madrid CF, im Hinspiel, waren Point Guard Lolo Sáinz und Shooting Guard Emiliano Rodríguez mit je zweiundzwanzig Punkten. (Top Scorer des Rückspiels in Madrid wurde Emiliano Rodríguez, mit 27 Punkten.). – Der aus Koblenz stammende Basketballer hat alle elf „große DBB-Finale“ für seine Clubs in einem Trikot mit der Farbe gelb gespielt – Hemd und/oder Hose gelb. Zwei dieser DBB-Finale verlor sein Team mit einem Punkt. In beiden Endspielen hatte sein Team erst wenige Sekunden vor Spielende die Führung final abgegeben. – 1972 in München, beim Basketballturnier der Olympischen Sommerspiele, gehörte Klaus Weinand zusammen mit dem Spieler Gennadi Volnov (Jahrgang 1939, ZSKA Moskau), Mitglied der Nationalmannschaft des Goldmedaillengewinners UdSSR – zu den beiden einzigen Teilnehmern der Olympischen Sommerspiele 1972, die bereit im Jahr 1961 an der FIBA Europameisterschaft teilgenommen hatten (Gennadi Volnov, mit der UdSSR-Nationalmannschaft in direkter Folge fünfmaliger Gewinner einer FIBA Europameisterschaft, spielte bereits 1959 seine erste FIBA Europameisterschaft.).
Rückkehr nach Koblenz
Heute lebt Klaus Weinand, nach altersbedingter Beendigung seiner langjährig dauernden freiberuflichen Tätigkeit im Luftkurort Lahnstein (Rhein-Lahn-Kreis), als Augenarzt in eigener Praxis, mit seiner Ehefrau, direkt am Rheinufer, an seinem Geburtsort Koblenz.